# Браун, Герберт Чарлз
Ге́рберт Чарлз Бра́ун (имя при рождении — Герберт Броварник; 22 мая 1912 — 19 декабря 2004) — американский химик-органик, лауреат Нобелевской премии по химии (1979).

## Биография
Герберт Чарлз Браун родился в 1912 году Лондоне, в семье евреев из Житомира — супругов Перл Броварник (урожд. Горинштейн) и столяра Чарлза Броварника. Он был их единственным сыном и вторым из четырёх детей. Его родители иммигрировали в Лондон в 1908 году, а через 6 лет переехали к родителям отца Чарлза Броварника в Чикаго в 1914 году. Два года спустя его семья переехала в Чикаго, где он жил до своего переезда в Детройт в 1943 году.
В 1926 году умер отец Герберта Брауна, и юноше пришлось совмещать учёбу с управлением семейным магазином бытовой техники. Несмотря на это, в 1930 году он окончил школу, в 1935 году — Райт-Джуниор-колледж, где познакомился со своей будущей женой, Сарой Байлен, а уже через год, в 1936, получил степень бакалавра естественных наук в Чикагском университете, являвшимся в ту пору одним из ведущих центров изучения химии в Америке.
Свои исследования для докторской диссертации Браун выполнял в лаборатории Г. И. Шлезингера в Чикагском университете. В 1939 году Герберт Браун получил докторскую степень, в это же время он женился на Саре Байлен.
Позже Герберт Браун принял предложение должности сотрудника докторантуры в группе М. С. Хараша, где занимался исследованием хлорирования, хлороформилирования и другими свободно-радикальными реакциями. В 1941 году Браун присоединился к группе Г. И. Шлезингера в качестве соискателя на должность руководителя. Там он разработал методы подготовки и получения литиевых и натриевых боргидридов и других производных боргидридов. В 1943 году Браун получил должность ассистента профессора в Университете Уэйна в Детройте.
Его исследования привели к удобному объяснению качественных базовых теорий представлений о F-, Br-, I- деформациях, когда эти галогены находятся в разных положениях.
Браун был повышен до доцента в 1946 году, а 1947 году Ф. Хасс пригласил Герберта Брауна на должность профессора в университете Пердью, там он продолжил свою работу над стерическими эффектами и электрофильным ароматическим замещением, что привело к открытиям процесса гидроборирования совместно с Б. С. Субба Рао в 1956 году и его асимметричной версии с Н. Р. Айянгаром и Г. Цфайфелем в 1964 году. В 1959 году Герберт Браун был повышен до должности профессора в лаборатории R.B. Wetherill при институте Пердью, а в 1960 году начал совмещать преподавательскую и исследовательскую деятельность. В 1978 году он вышел на пенсию и получил звание заслуженного профессора в отставке. 19 декабря 2004 года в возрасте 92 лет Герберт Браун умер от сердечного приступа.

## Научные исследования

### Исследования химии бора
Научная деятельность Брауна в области химии бора включала сооткрытие боргидрида натрия вместе Г. И. Шлезингером; систематические исследования и разработки по восстановлению широкого спектра органических соединений с помощью боргидрида натрия и других связанных с этим боргидридов и алюмогидридов; открытие гидроборирования и последующее развитие органических синтезов, на основе этого метода; развитие асимметричного аллилборирования, кротилборирования и других реакций для создания асимметричной связи углерод-углерод. Так же Браун разработал методы подготовки и получения литиевых и натриевых боргидридов и других производных боргидридов; объяснил базовые теории представлений о F-, Br-, I- деформациях, когда эти галогены находятся в разных положениях; объяснил неожиданно высокие соотношения скоростей в экзо и эндо сольволизе производных нонборнила с точки зрения стерических затруднений ионизации; исследовал реакцию карбонилирования; открыл палладий-катализируемое кросс-сочетание асимметричных аллил и кротилборатов..

### Исследование классических и неклассических структур карбкатионов
Герберт Браун рассмотрел два важных фактора, влияющих на структуру карбкатионов. Одним из них является структурное возмущение, другой — степень ионизации или дефицит электронов. В большинстве исследований сольволиза, Браун рассмотрел структурные возмущение третичных карбкатионов, на примере нонборнила. Он рассмотрел случаи, когда более привычные эффекты делокализации электрона, такие как резонансный и сверхсопряженный эффекты, могут стать доминирующими, и неклассическое представление, которое подходит для родственного норборнинольного катиона, не является наиболее точным. Браун был противником чрезмерного использования неклассических структур в тех случаях, когда такой подход не может достоверно и точно описать структуру рассматриваемого соединения. Данный вопрос осложняется тем, что в отличие от нейтральных и электрон-дефицитных металлоорганических соединений, карбкатионы связаны с противоионами. По этой причине данные связи всегда должны быть приняты во внимание при обсуждении карбокатионных структур.

### Основные труды
Браун опубликовал около 1300 научных публикаций, несколько книг, а также несколько десятков патентов, в среднем он выпускал около 20 публикаций в год.
Основные монографии:
1. H. C. Brown. Organic Syntheses: Via Boranes. Milwaukee: Aldrich Chemical Co, vol. 1, 1975.
2. H. C. Brown. The Nonclassical Ion Problem (with comments by P. von Schleyer). New York: Plenum Press, 1977.
3. H. C. Brown, M. Zaidlewicz. Recent Developments, Organic Syntheses: Via Boranes. Milwaukee: Aldrich Chemical Co, vol. 2, 2001.
4. H. C. Brown, A. Suzuki. Suzuki Coupling, Organic Syntheses: Via Boranes. Milwaukee: Aldrich Chemical Co, vol. 3, 2003.

## Научные награды
- Премия столетия (1955)
- Медаль Николса Американского химического общества (1959)
- Премия Лайнуса Полинга
- Национальная медаль «За научные достижения» Национального научного фонда (1969)
- Медаль Чарльза Фредерика Чендлера Колумбийского университета (1973)
- Медаль Эллиота Крессона Франклиновского института (1978)
- Медаль Кристофера Ингольда Британского химического общества (1978)
- Нобелевская премия по химии «за разработку новых методов органического синтеза сложных бор- и фосфорсодержащих соединений» (1979)
- Медаль Пристли Американского химического общества (1981)
- Медаль Перкина (1982)
- Золотая медаль Американского института химиков (1985)
- Премия НАН США по химическим наукам[англ.] (1987)
- Императорские награды (Япония): Орден восходящего солнца, Золотая и Серебряная Звезда (1989)

Учёный являлся членом Национальной академии наук США (1957) и Американской академии наук и искусств, почётным членом Британского химического общества, иностранным членом Индийской национальной академии наук (1978).

## Память
В 1998 году Американским химическим обществом была создана Премия Герберта Ч. Брауна за творческое исследование синтетических методов.
В знак уважения перед его достижениями и вкладом в развитие Purdue University, один из двух основных химических корпусов был назван Brown Building, а вся кафедра была переименована в Химическую Лабораторию имени Г. Ч. Брауна.

## Семья
Жена — Сара Браун (урожденная Байлен)
Сын — Чарлз Браун

## Личные качества
Герберт Браун обладал рациональным и логическим складом ума, являлся выдающимся наставником и преподавателем. В своей исследовательской группе Браун ожидал от коллег активной и энергичной работы, а также успеха и продуктивности в проводимых экспериментах.
Его главный принцип: «у тебя есть всё время на свете». Браун подчеркивал важность продумывания, планирования и подготовки для проведения лабораторных экспериментов наиболее эффективным способом, а также в своевременной расшифровке результатов.